# シクロヘキサノール
シクロヘキサノール (cyclohexanol) は二級アルコールで、シクロヘキサン環の一つの水素をヒドロキシ基で置換した分子構造をもつ。溶媒、ガスクロマトグラフィーの基準物質としても用いられる。

## 物性
シクロヘキサノールは特徴的な芳香を有する無色の液体である。25°Cで融解し、161°Cで沸騰する。エタノール、酢酸エチル、および芳香性炭化水素化合物などに対し高い溶解性を示す。水に対する溶解性は3.60 g/100mL。引火点はおよそ 68 ℃ で発火点は290°C。密度は0.941g/cm3であり、水より低密度である。融点が25°Cであるため、室温では多くの場合ネバネバした液体状となっている。

## 製法
主な製法には
コバルト触媒を用いたシクロヘキサンの空気酸化
{\displaystyle {\ce {C6H12 + 1/2 O2 -> C6H11OH}}}
フェノールに対する水素付加
{\displaystyle {\ce {C6H5OH + 3H2 ->[Pd/Pt] C6H11OH}}}
シクロヘキセンに対する水の付加
{\displaystyle {\ce {C6H10 + H2O -> C6H11OH}}}
などがある。
空気酸化ではシクロヘキサノンが副生する。

## 用途
プラスチックやラッカーを生産する際の溶媒として利用されているほか、ガスクロマトグラフィーの基準物質にも利用されている。化学合成の中間生成物でもある。ドイツでは1980年代までは蒸気圧式温度計用の揮発液体として利用されていた。
脱水によってシクロヘキセンを与える。
シクロヘキサノンと共に、ε-カプロラクタム、アジピン酸、ヘキサメチレンジアミンの原料であり、6-ナイロン、6,6-ナイロンの原料として工業的に重要である。

## 危険性
シクロヘキサノールは人体に有害な物質である。また、弱い水質汚染物質でもあり、ドイツ水質危害クラスリストでは "WGK 1" に指定されている。
日本国にの法律においては一般の有機溶剤と同様に、消防法では第４類引火性液体、第二石油類水溶性液体に、労働基準法や労働安全衛生法においても告知義務がある化学物質に分類されている。